# Barraca del torrent de la Cobertera
La Barraca del torrent de la Cobertera és una barraca de vinya de Calafell (Baix Penedès) protegida com a Bé Cultural d'Interès Local.

## Descripció
Edificació d'ús agrícola de planta circular amb un sol espai interior. La porta d'entrada, situada al costat sud-est, té una llinda que és una llosa plana de pedra. La coberta és una volta feta amb la superposició de filades de lloses planes que, per la seva cara exterior, va ser recoberta amb una capa de terra vegetal on es van plantar lliris. Al mur exterior hi ha un esquerdejat de morter de ciment pòrtland que relliga els elements de maçoneria. A l'interior hi ha un paviment de formigó. La barraca disposa d'una porta feta a partir d'una antiga reixa de ferro de barrots cargolats sobre la qual s'hi va afegir una planxa metàl·lica.
La parcel·la que conté la barraca és fitera amb el terme de Bellvei. És situada a la partida rural del Camí de l'Arboç.